# (11020) Orwell
(11020) Orwell (1984 OG) – planetoida z pasa głównego asteroid okrążająca Słońce w ciągu 5,45 lat w średniej odległości 3,1 j.a. Odkryta 31 lipca 1984 roku.